# Toro Rosso STR12
A Toro Rosso STR12 egy Formula–1-es versenyautó, amelyet a Scuderia Toro Rosso versenyeztetett a 2017-es Formula–1 világbajnokságon. Négy különböző pilóta is vezette az évad során: az évet a Danyiil Kvjat - Carlos Sainz Jr. párossal kezdték meg, az év végére aztán, különféle cserék határása, két újonc. Pierre Gasly és Brendon Hartley lettek a csapat pilótái.

## Áttekintés
Az autó a szabályváltozások miatt alacsonyabb fekvésű, szélesebb kialakítású lett, nagyobb hátsó szárnyakkal, de emellett számos apró változtatás is felfedezhető. Hosszú évek után lecserélték a festést is, immár a Red Bull Colához hasonló, fémes színvilágot kapott a csapat. Visszakapták a Renault-motorokat is, ám azokat márkajelzés nélkül futtatták az évben, a gyárral való összekülönbözés és elégedetlenség demonstrálására.
A csapat ebben az évben egész jól teljesített, folyamatos volt a pontszerzés, és Sainz még egy negyedik helyet is megcsípett Szingapúrban. Vele szemben Kvjat tovább folytatta a szenvedést, és nem igazán jött össze neki még a pontszerzés sem. A csapat végül megelégelte a csapnivaló teljesítményt, és a maláj, valamint a japán nagydíjra beültették a helyére az újonc Pierre Gaslyt. Az amerikai nagydíjon újabb változás történt: Gasly ugyanis még aktívan versenyzett a japán Super Formula Championship-ben, és a bajnoki címért vívott küzdelme okán nem tudta vállalni a hétvégét. A helyére egy másik újoncot, a WEC-ben versenyző korábbi Red Bull juniort, az új-zélandi Brendon Hartley-t ültették. Közben Carlos Sainz váratlanul átült a Renault csapatához, így az ő helyére visszahívták Kvjatot. De ez a visszatérése kérészéletű volt, mert a futam után újra kirakták a csapattól és a Red Bull pilótaprogramjából is, a Gasly-Hartley párossal fejezte be az idényt a Toro Rosso.

## Eredmények
(Táblázat értelmezése)

(Félkövér: pole-pozícióból indult; dőlt: leggyorsabb kört futott) 

| Év   | Csapat              | Motor          | Gumi | Versenyzők       | 1          | 2    | 3       | 4           | 5             | 6      | 7      | 8            | 9        | 10             | 11           | 12      | 13          | 14        | 15       | 16    | 17  | 18     | 19       | 20                      | Pont | Helyezés |
| ---- | ------------------- | -------------- | ---- | ---------------- | ---------- | ---- | ------- | ----------- | ------------- | ------ | ------ | ------------ | -------- | -------------- | ------------ | ------- | ----------- | --------- | -------- | ----- | --- | ------ | -------- | ----------------------- | ---- | -------- |
| 2017 | Scuderia Toro Rosso | Renault R.E.17 | P    |                  | Ausztrália | Kína | Bahrein | Oroszország | Spanyolország | Monaco | Kanada | Azerbajdzsán | Ausztria | Nagy-Britannia | Magyarország | Belgium | Olaszország | Szingapúr | Malajzia | Japán | USA | Mexikó | Brazília | Egyesült Arab Emírségek | 53   | 7.       |
| 2017 | Scuderia Toro Rosso | Renault R.E.17 | P    | Danyiil Kvjat    | 9          | KI   | 12      | 12          | 9             | 14 †   | KI     | KI           | 16       | 15             | 11           | 12      | 12          | KI        |          |       | 10  |        |          |                         | 53   | 7.       |
| 2017 | Scuderia Toro Rosso | Renault R.E.17 | P    | Carlos Sainz Jr. | 8          | 7    | KI      | 10          | 7             | 6      | KI     | 8            | KI       | KI             | 7            | 10      | 14          | 4         | KI       | KI    |     |        |          |                         | 53   | 7.       |
| 2017 | Scuderia Toro Rosso | Renault R.E.17 | P    | Pierre Gasly     |            |      |         |             |               |        |        |              |          |                |              |         |             |           | 14       | 13    |     | 13     | 12       | 16                      | 53   | 7.       |
| 2017 | Scuderia Toro Rosso | Renault R.E.17 | P    | Brendon Hartley  |            |      |         |             |               |        |        |              |          |                |              |         |             |           |          |       | 13  | KI     | KI       | 15                      | 53   | 7.       |

† Kiesett, de a verseny 90%-át teljesítette, így teljesítményét értékelték.